# Бобково
Бобко́во (рос. Бобково) — село у складі Рубцовського району Алтайського краю, Росія. Адміністративний центр Бобковської сільської ради.

## Населення
Населення — 896 осіб (2010; 893 у 2002).
Національний склад (станом на 2002 рік):
- росіяни — 94 %